# Пересыпкин, Фёдор Иванович
Фёдор Ива́нович Пересы́пкин (14 октября 1920, Томск — 17 марта 1989, Киев) — заместитель командира эскадрильи 93-го гвардейского штурмового авиационного полка 5-й гвардейской штурмовой авиационной дивизии 2-й воздушной армии 1-го Украинского фронта, гвардии старший лейтенант. Герой Советского Союза (1948).

## Биография

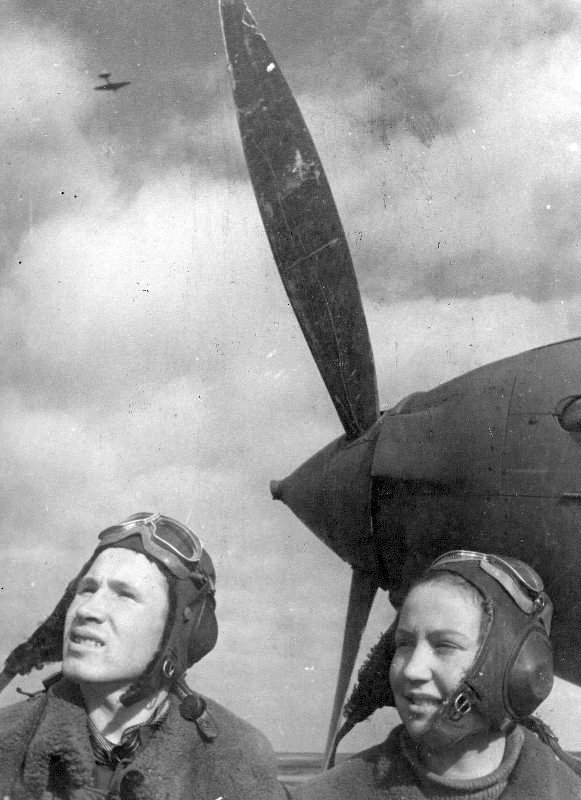
Федор Иванович Пересыпкин со своей женой, стрелком-радистом Верой Федоровной Тростянской. 1944 г.

Родился 14 октября 1920 года в семье рабочего. Русский. Окончил 9 классов. Работал токарем на заводе в городе Новосибирске.
В Красной Армии с 1940 года. В 1941 году окончил Новосибирскую военную авиационную школу пилотов. На фронтах Великой Отечественной войны с апреля 1943 года.
С октября 1943 года летал в одном экипаже со своей женой Тростянской (Пересыпкиной) Верой Фёдоровной — воздушным стрелком его самолёта-штурмовика Ил-2, гвардии сержантом. Гвардии старший лейтенант Фёдор Пересыпкин к маю 1945 года совершил 163 боевых вылета на разведку и штурмовку военных объектов и скоплений войск противника.
Указом Президиума Верховного Совета СССР от 23 февраля 1948 года за образцовое выполнение боевых заданий командования и проявленные при этом геройство и мужество гвардии старшему лейтенанту Пересыпкину Фёдору Ивановичу присвоено звание Героя Советского Союза с вручением ордена Ленина и медали «Золотая Звезда» под номером 8314.
После войны продолжал службу в Военно-воздушных силах СССР. В 1953 году окончил Военно-политическую академию. С 1960 года полковник Ф. И. Пересыпкин — в запасе, а затем в отставке. Жил в Киеве. Скончался 17 марта 1989 года. Похоронен в Киеве на Байковом кладбище.

## Награды
- Медаль «Золотая Звезда» Героя Советского Союза;
- орден Ленина;
- два ордена Красного Знамени;
- два ордена Отечественной войны 1-й степени;
- орден Красной Звезды;
- медали.

## Память
- Надгробный памятник на Байковом кладбище в Киеве.